# 세계해사대학교

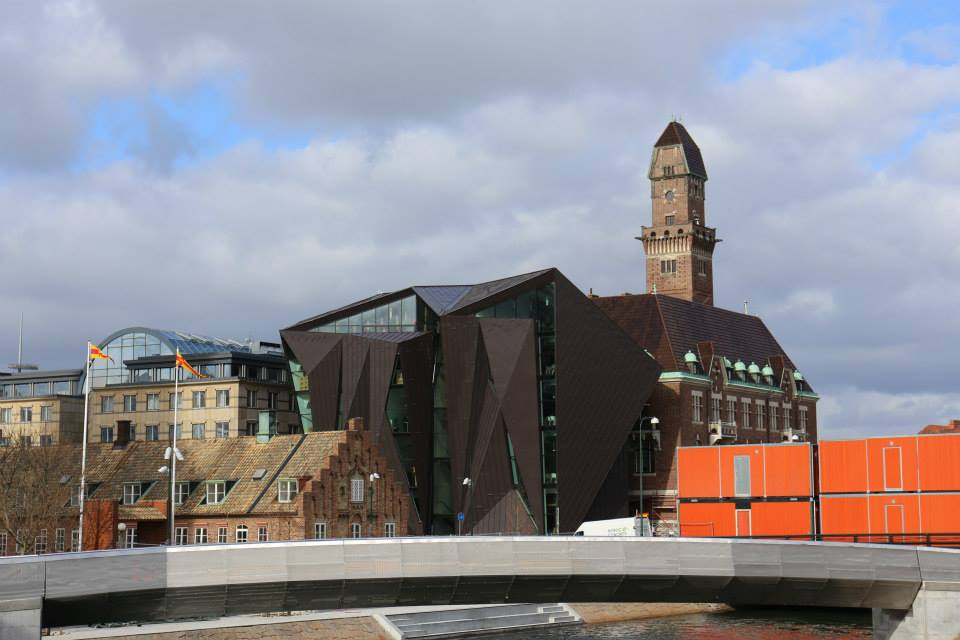
새로운 WMU 건물

세계해사대학교(World Maritime University, WMU)는 스웨덴 말뫼에 위치한 해양 분야의 대학원 대학교로, 유엔의 전문 기구인 국제 해사 기구 (IMO)의 틀 내에서 설립되었다. 1983년 IMO 총회 결의에 따라 설립되었으며, WMU의 목표는 해양 및 해양 분야의 대학원 교육, 전문 훈련 및 연구 분야에서 세계 최고 수준의 센터가 되는 동시에 글로벌 역량을 구축하고 지속 가능한 개발을 촉진하는 것이다.

## 지위
WMU는 국제 대학으로 간주되며, 주최국인 스웨덴 정부로부터 유엔 기관의 지위를 부여받았다. 다양한 국적의 사람들이 교수 및 학습에 참여하는 중심지 역할을 한다. WMU는 국제 해양 문제를 해결하고 국제적 조치를 조정하기 위해 국제 협력을 장려한다. 제공되는 프로그램에는 해사학 박사 학위 및 석사 학위와 철학 석사 학위가 포함된다. 해상 보험법 및 실무, 해양 에너지, 해운 경영, 국제 해사법 분야의 대학원 디플로마 과정은 원격 교육을 통해 제공된다. 국제 해사법 법학 석사 과정도 원격 학습을 통해 이용할 수 있다. 맞춤형 최고 경영자 전문 개발 과정(EPDCs)과 국제 컨퍼런스 및 행사는 해운 전문 공동체를 대상으로 한다. 대학교는 해양 및 해양 관련 프로젝트를 포함하는 활발한 연구 포트폴리오를 보유하고 있다.
WMU는 개별 국가 교육 시스템과 독립적인 교육 제공 기관이며, 이는 스웨덴 기관이 아니라는 것을 의미한다. 해사학 석사 및 해사학 박사 학위는 스웨덴 정부, 교육부 및 ZEvA(Zentrale Evaluations- und Akkreditierungsagentur Hannover/ 하노버 중앙 평가 및 인증 기관)로부터 인증을 받았다. WMU는 모든 IMO 회원국을 위해 운영되며, IMO와 스웨덴 정부 간에 체결된 협정 및 스웨덴에서의 WMU 활동을 위해 IMO가 채택한 WMU 헌장(A 25/Res. 1030) 규정에 따라 스웨덴에서 활동을 수행할 자격이 있다.

## 역사
1980년대 초, IMO는 특히 개발도상국에서 자격을 갖춘 고학력 해사 전문가가 부족하다는 것을 인지했다. 이러한 격차를 해소하기 위해 IMO는 회원국들이 국제 협약을 이행하는 데 필요한 고등 교육을 지원하기 위한 기관을 설립하고자 노력했다. 이후 1981년, 유엔 사무총장에게 세계 해사 대학교 설립을 위한 모든 조치를 취하도록 요청하는 결의 A. 501(XII)를 통과시켰다.
기관의 위치를 결정함에 있어 당시 IMO 사무총장 C.P. 스리바스타바 박사는 이 아이디어를 환영한 스웨덴 교통부에 접근했으며, 말뫼가 기관의 소재지로 결정되었다. 스웨덴 정부, 말뫼 시 및 민간 기부의 재정적 지원을 받아 WMU는 1983년 7월 4일에 개교했다.

## 캠퍼스
WMU의 본부는 말뫼 시에 있으며, 이곳은 항상 대학교를 위한 시설을 제공해 왔다. 2015년 4월, WMU는 말뫼 중심부에 있는 역사적인 구 항만 청장 건물인 토른후세트(Tornhuset)로 이전했다. 1910년에 완공되었고 저명한 스웨덴 건축가 하랄드 보클룬드(Harald Boklund)가 설계한 토른후세트는 말뫼 항만 관리의 본부 역할을 했으며, 외레순 해협과 말뫼 항구의 선박 운항을 한눈에 조망할 수 있도록 설계되었다.
말뫼 시는 토른후세트 증축을 위한 최고의 설계를 찾기 위해 건축 공모전을 개최했다. 테루아르 아키텍츠(Terroir Architects)의 호주 회사와 협력한 킴 우트손 아키텍츠(Kim Utzon Architects)의 저명한 건축가 킴 우트손의 당선작은 말뫼의 유서 깊은 도심과 부두를 연결하는 "도시의 경첩"으로서의 건물 개념을 중심으로 했다. 새로운 시설은 2015년에 개관되었으며, 연달아 말뫼 시가 수여하는 최고 건축상인 시티 빌딩 상(Stadsbyggnadspriset)을 수상했다. 이 건물은 또한 디자인과 주변 환경을 변화시키고 역사적인 구 항만 청장 건물을 해양 용도로 되돌리는 방식에 기반하여 2015년 스코네 지역 건축상을 수상했다. 2016년에는 이 건물이 세계 건축 페스티벌 어워드의 고등 교육 및 연구 부문 후보에 올랐다. 본 건물 외에도 말뫼 시는 인근 건물에 WMU-사사카와 글로벌 해양 연구소와 행정 및 연구 직원을 위한 공간을 제공한다.

## 조직
WMU는 IMO 총회에서 승인된 헌장과 규정에 의해 운영된다. 이사회(BoG)는 IMO 사무총장이 임명하며, 각 2년의 연임 가능한 임기를 수행하는 30명의 이사로 구성된다. 이사회는 매년 회의를 개최하며, 현재까지 IMO 사무총장이 맡아온 WMU 총장이 의장을 맡는다. 이사회는 40개 주요 해사 국가로 구성된 IMO 이사회에 보고한다.
11명으로 구성된 집행위원회(EB)는 IMO 사무총장이 임명하며, WMU 업무를 촉진하고, 이사회 회의 사이에 감독을 제공하고, 필요한 경우 지침 및 가이드라인을 제공하고, 작업 계획 및 예산 초안을 검토하고, 이사회에 보고하며, 연 3회 이상 회의를 개최한다. 집행위원회 위원은 2년의 연임 가능한 임기를 수행한다.
WMU의 현행 헌장은 2018년 1월 1일부터 발효된 IMO 결의 A.1130(30)에 의해 제정되었다. 총장, 이사회, 집행위원회 및 학술 위원회의 임명 및 기능은 헌장에 상세히 명시되어 있다. WMU 헌장에 대한 어떠한 수정 사항도 이사회에서 IMO 이사회에 승인을 위해 제출하고, 그 후 IMO 총회에 채택을 위해 제출된다.

## 프로그램
WMU는 대학원 과정을 제공하며, 이는 학생들이 관련 대학 교육을 마쳤어야 함을 의미한다. 또한 학생들은 최소 5년 동안 업계에서 근무한 경험이 있어야 한다. 탄탄한 영어 이해는 모든 WMU 프로그램의 필수 조건이며, 학생들은 국제적으로 인정되는 외국어로서의 영어 시험을 통과해야 한다. 말뫼 석사 과정 시작 전에 영어 실력을 향상시켜야 하는 학생들은 해양 영어에 초점을 맞춘 집중적인 3개월 과정의 영어 및 학습 기술 프로그램(ESSP)에 등록할 수 있다. 2024년 현재 이용 가능한 프로그램은 다음과 같다.

### 박사 과정
WMU는 다음 연구 우선 순위 분야 내에서 해사학 박사 과정을 제공한다.
- 해양 활동의 환경적 영향
- 해양 및 해양 기술 및 혁신
- 해양 경제 및 경영
- 해양 에너지 관리
- 해양법, 정책 및 거버넌스
- 해양 안전
- 해양 사회 및 노동 거버넌스
- WMU-사사카와 글로벌 해양 연구소

### 스웨덴 말뫼에서 제공되는 해사학 석사 과정
다음 전문 분야는 다음과 같다.
스웨덴 말뫼의 전문 분야는 다음과 같다.
- 해양 교육 및 훈련 (MET)
- 해양 에너지 관리 (MEM)
- 해양법 및 정책 (MLP)
- 해양 안전 및 환경 관리 (MSEA)
- 해양 지속 가능성, 거버넌스 및 관리 (OSGM)
- 항만 관리 (PM)
- 해운 관리 및 물류 (SML)

### 중국에서 제공되는 해사학 석사 과정
다음 전문 분야는 다음과 같다.
- 국제 운송 및 물류 (ITL)는 상하이 해사 대학교와 협력하여 상하이(중국)에서 제공된다.
- 해양 안전 및 환경 관리 (MSEM)는 다롄 해사 대학교와 협력하여 다롄(중국)에서 제공된다.

### 국제 해양법 및 해양 정책 철학 석사
몰타에 있는 WMU의 자매 기관인 IMO 국제 해양법 연구소(IMLI)와 협력하여 제공된다.

### 원격 학습
WMU는 원격 학습을 통해 여러 프로그램을 제공한다. DNV와 협력하여 제공되는 최고 경영자 해사 관리 대학원 디플로마, 로이드 해사 아카데미와 협력하여 제공되는 국제 해사법 법학 석사 및 대학원 디플로마, 그리고 WMU 단독으로 제공되는 해상 보험법 및 실무 및 해양 에너지 관리 대학원 디플로마가 있다.

## 학생 생활

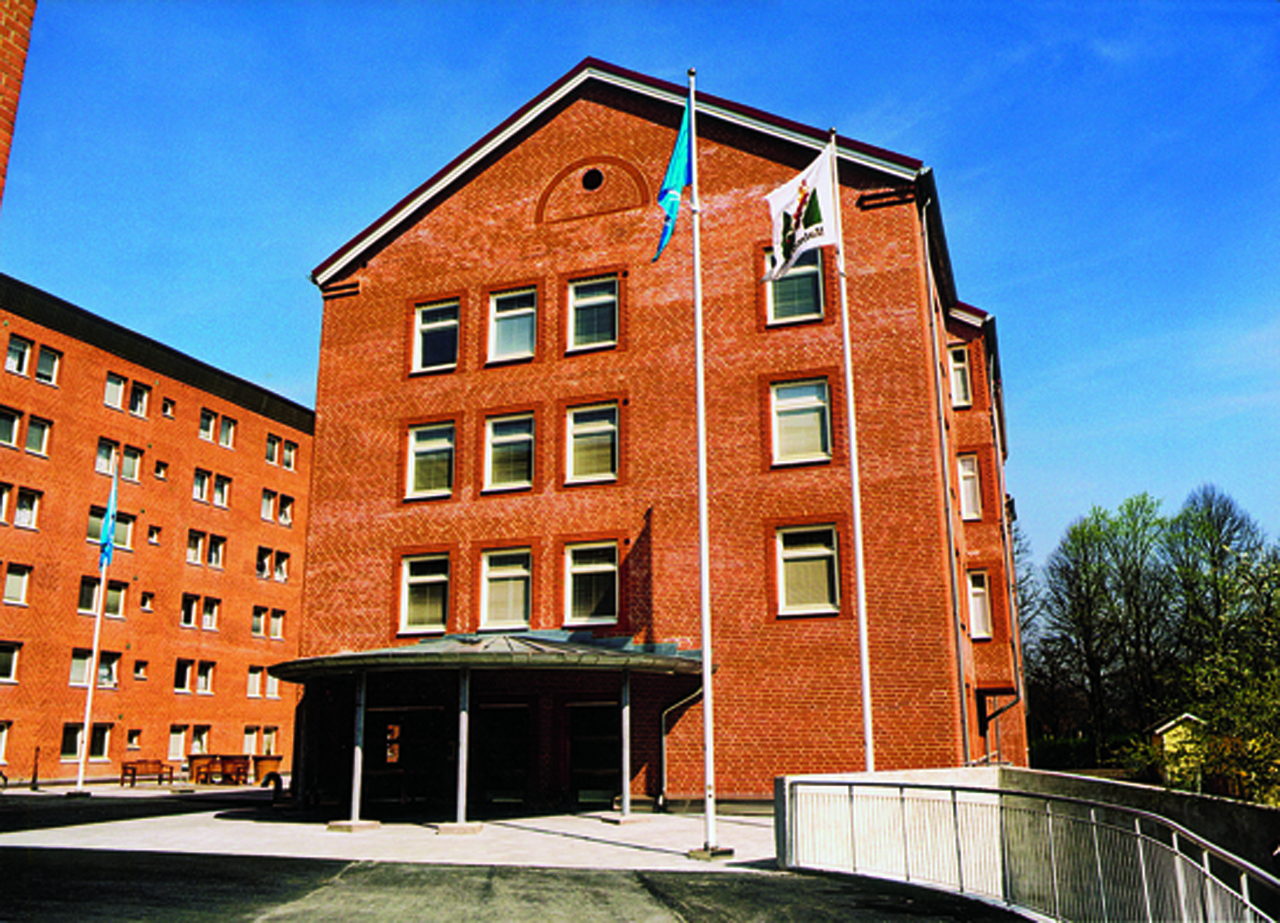
헨릭 스미스 기숙사

2024년 기준, 6,340명의 동문이 170개 국가 및 지역에서 배출되었다. 학생들의 평균 연령은 30대 중반이며, 50개국 이상에서 온 학생들이 있다. WMU는 성 평등에 관한 목표 5를 포함하여 유엔 지속 가능한 개발 목표를 적극적으로 이행하기 위해 노력한다. 1990년대 후반까지 여성 학생들은 말뫼 입학생의 5% 미만이었다. 모집 전략과 장학금 기부자의 지원으로 여성 학생 비율이 연간 입학생의 약 3분의 1 수준으로 증가했다.
말뫼 석사 프로그램 학생들의 약 80%는 기부자가 제공하는 장학금으로 지원된다. 또한 많은 정부, 조직 및 기업은 자국 직원들에게 자금을 제공한다. 말뫼 학생들 중 자비로 학비를 지불하는 학생은 소수에 불과하다.

## 교육 및 학습
WMU는 전 세계 여러 국가에서 온 약 40명의 상주 교수진과 연구원들로 구성된 국제 교수진을 보유하고 있다. 또한 매년 100명 이상의 객원 강사가 있다. 많은 교수진이 선원 경력을 가지고 있으며, WMU 교수진의 약 3분의 1이 여성이다.
일반적으로 석사 프로그램의 과정은 학생들이 특정 주제에 집중할 수 있도록 하는 1-2주간의 집중 수업이며, 객원 강사의 참여를 용이하게 한다. 1학기는 모든 학생들이 전문 연구가 2학기와 3학기 동안 진행되기 전에 완료하는 기초 연구에 중점을 둔다. 마지막 4학기는 논문 완성에 중점을 두며, 학생들이 연구를 통해 전문 분야를 심화할 수 있도록 한다.
말뫼 석사 교육의 중요한 부분은 학생들이 여행하며 수업에서 배우고 있는 내용이 실제로 어떻게 적용되는지 볼 수 있는 기회를 제공하는 현장 연구 프로그램이다. 말뫼 석사 프로그램의 각 학생은 칠레, 덴마크, 이집트, 프랑스, 독일, 그리스, 한국, 몰타, 노르웨이, 포르투갈, 네덜란드, 싱가포르, 스웨덴, 튀르키예, 영국 등 호스트 국가의 기관으로 현장 연구를 위해 기본적으로 2-3주를 여행한다. 현장 연구는 중국 상하이와 다롄의 석사 프로그램에도 포함되지만, 일반적으로 지역 중심적이다.

## 국제 컨퍼런스
WMU는 IMO, UNEP, EU를 포함한 국제 기구와 공동으로 주최하는 다양한 국제 해양 컨퍼런스를 조직하고 개최한다.

## 전문 개발 과정
WMU는 전 세계 어느 곳에서나 맞춤형 과정을 제공할 수 있는 다양한 주제의 광범위한 최고 경영자 전문 개발 과정(EPDCs)을 제공한다. WMU는 IMO와 독특한 관계를 맺고 있어 해사 전문가들에게 전례 없는 접근성을 제공하며, 주요 해양 문제의 광범위한 스펙트럼과 밀접하게 연결된다. EPDC 주제는 특히 IMO가 의무화한 해양 안전, 보안 및 환경 관리의 핵심 분야에서 해양 시장의 현재 요구 사항 및 예상 요구 사항을 기반으로 한다. WMU 교수진이 주도하는 EPDCs는 며칠에서 몇 주까지 다양하다.

## 연구
학술 프로그램과 병행하여 연구는 WMU의 우선 순위이며, 해양 활동의 환경 영향, 해양 안전, 해양 에너지 관리, 해양 사회 및 노동 거버넌스, 해양 및 해양 기술 및 혁신, 해양 경제 및 경영, 해양법, 정책 및 거버넌스 분야에 연구 우선 순위 영역이 있다.
WMU-사사카와 글로벌 해양 연구소
WMU-사사카와 글로벌 해양 연구소는 2018년 5월에 개관했다. 정책 입안자, 과학계, 규제 당국, 산업계 관계자, 학계 및 시민 사회 대표들이 현재 및 미래 세대의 지속 가능한 발전을 위해 해양 공간과 자원을 가장 잘 관리하고 사용하는 방법에 대해 논의하기 위해 만나는 해양-과학-정책-법률-산업 인터페이스의 독립적인 중심점으로서 역할을 한다. 연구소는 도전 중심의, 학제 간, 증거 기반 연구뿐만 아니라 2030 지속 가능한 개발 의제 목표 14 이행에 특별히 초점을 맞춘 교육 및 역량 구축 훈련을 수행한다. 연구소의 활동은 일본의 니폰 재단, 스웨덴, 독일, 캐나다, 유럽 위원회, 말뫼 시의 지원을 받는다.

## 기관 발행물
WMU 해사학 저널 (WMU JoMA)은 2002년 10월에 창간되었으며, 2011년부터 슈프링거(Springer)에서 발행하고 있다. 이 저널은 해양 안전, 해양 환경 보호 및 해운 운영 분야를 다루는 국제 저널로서 인적 요소 및 기술의 영향에 특별한 주의를 기울인다. WMU JoMA는 해사 행정, 산업 및 교육 분야 전문가를 위한 것이다. 이는 시사적인 주제에 대한 새로운 아이디어와 현재의 사고를 제시하고, 관련 연구 결과를 보고하며, 해상 운송의 안전, 환경 보호 및 효율성 간의 상호 관계를 다룸으로써 국제 해사 공동체에 봉사하는 것을 목표로 한다.

## 동문
2024년 기준, 6,340명의 동문이 170개 국가 및 지역에서 배출되었다. WMU 동문들은 총리, 장관 및 고위 해사 관리, 해운 회사 및 항만 이사, 해양 아카데미 및 해군 조직의 수장 등 전 세계적으로 중요한 직책을 맡고 있다. 이들은 IMO 사무총장, IMO 이사, WMU 총장 등 유엔 기구 내에서 저명한 직책에 오르며, 많은 동문들이 IMO 및 국제 포럼과 기구에서 본국을 대표한다.